# Гунеев, Сергей Геннадьевич
Сергей Геннадьевич Гунеев (род. 1951) — советский и российский фотожурналист. Трехкратный лауреат престижного профессионального конкурса World Press Photo. Первым в СССР стал использовать радиоуправляемую камеру для съемок фоторепортажей.

## Биография
Окончил Московский Авиационный Институт. В 1979 году начал карьеру фотожурналиста в советском Агентстве Печати Новости, с тех пор освещал практически все крупные международные встречи и спортивные мероприятия. Был аккредитованным фотографом на многочисленных Олимпиадах, в том числе, которые проходили еще в СССР. По состоянию на 2021 год, являлся опытнейшим фотографом президентского пула, работал в агентстве Россия Сегодня.
Первым в СССР использовал в репортерской работе радиоуправление для фотокамеры. На московскую Олимпиаду-80 японская фирма «Nikon» привезла свои передовые разработки, чем не преминул воспользоваться Гунеев, выпросив новинку со стенда на пару дней. По его воспоминаниям, эта штуковина была громоздкой, высотой в 15 сантиметров. Молодой и напористый Гунеев сумел, используя свой талант переговорщика, убедить судей и отвечавших за безопасность сотрудников КГБ в необходимости установить камеру прямо на беговой дорожке стадиона «Лужники» — за барьером, через который перепрыгивают легкоатлеты. Кадр «Участники бега на 3000 метров с препятствиями во время соревнований на XXII Олимпийских играх в Москве. Москва, 28 июля 1980 года» обошел сотни газет и получил признание на конкурсе в Голландии. Повторить его прием в истории спортивной фотографии больше никому не удалось. Устанавливать фотокамеру прямо под барьером впредь фотографам не разрешали.
Освещал деятельность Генерального Секретаря ЦК КПСС, впоследствии — первого президента СССР Михаила Горбачёва. Был с ним в рабочих поездках на Кубе, в Великобритании, Италии, Испании. В конце 1990-х снимал, в основном, президента Бориса Ельцина, затем переключился на Путина.
В 2005 году был одним из 14 фотографов в мире, работавших по контракту в американском журнале Time, после чего вернулся в агентство, в котором начинал свою трудовую деятельность
.

## Госнаграды
- Благодарность президента (2010 год)